# Incendi dell'Attica del 2018
Gli incendi dell'Attica del 2018 sono stati una serie di incendi boschivi, la cui causa è sconosciuta, scoppiati contemporaneamente nella Periferia dell'Attica, in Grecia, tra il 23 e il 26 luglio 2018.
Questo gruppo di incendi è stato il secondo più letale del XXI secolo, preceduto solo dagli incendi del sabato nero in Australia.
Gli incendi più gravi sono scoppiati nella zona tra Maratona e Rafina (principalmente a Mati e Nea Makri) e vicino Megara.

## Gli incendi
Alle ore 12:03 (UTC+3) un primo incendio si è sviluppato presso Kineta, vicino Megara, e poche ore dopo un secondo rogo poco lontano da Penteli. I venti, particolarmente forti e caldi (124 km/h con una temperatura stimata di 40 °C) hanno favorito lo sviluppo dei due incendi: il primo ha bruciato diverse case nella zona di Kineta, mentre il secondo si è diretto verso Nea Makri e Mati, le località maggiormente colpite.
Gli incendi sono stati talmente violenti da bruciare le persone nelle loro stesse case o macchine e costringendo molti a fuggire via mare. Particolare scalpore ha destato il ritrovamento, in una villa di Mati, di 26 vittime carbonizzate abbracciate tra loro, scenario che, a detta di molti, ha ricordato Pompei nel 79.

## Cause
Il 26 luglio, il sindaco di Penteli, Dimitris Stergiou, ha affermato che l'incendio che ha colpito il villaggio di Mati, è stato causato dal malfunzionamento di un palo della luce.
Sempre il 26 luglio il Viceministro della Sicurezza Interna, Nikolaos Toskas, ha affermato che sono presenti segni di dolo.

## Assistenza internazionale
A seguito dei gravi incendi la Grecia si è appellata alla Commissione per gli aiuti umanitari e la gestione delle crisi dell'Unione Europea, chiedendo supporto nel prestare i soccorsi e per estinguere gli incendi, così hanno risposto alcuni paesi membri:
- Albania e  Macedonia hanno donato €100.000 per aiutare le vittime, mentre  Cipro ha donato €10.000.000 e alcune squadre di ingegneri e vigili del fuoco;[11][12]
- Australia,  Armenia,  Bulgaria,  Canada,  Israele,  Lituania,  Malta,  Montenegro,  Russia,  Serbia e  Turchia si sono offerte di inviare aiuti in caso di bisogno;[13][14][15][16]
- Italia,  Croazia e  Spagna hanno inviato due Canadair Viking 415 ciascuno;[17][18]
- Polonia e  Portogallo hanno inviato rispettivamente 2 squadre dei vigili del fuoco e 50 pompieri;[19]
- la  Romania ha inviato un Alenia C-27J Spartan, adattato per svolgere le funzioni di canadair, un Lockheed C-130 Hercules, per la logistica e il coordinamento, e 20 soldati per aiutare nei soccorsi;
- gli  Stati Uniti hanno inviato dei droni per individuare ed estinguere con più efficienza i roghi.[20]

## Assistenza nazionale
Il governo greco ha immediatamente stanziato 22 milioni di euro e ha aperto un conto corrente per le donazioni.
La squadra greca Olympiakos ha donato un milione di euro, aprendo un conto corrente, indirizzato ai propri fan principalmente, per le donazioni.
Anche i cittadini greci si sono adoperati per aiutare connazionali e concittadini, infatti molti taxi hanno trasportato gratuitamente la gente della zona colpita dalle fiamme, le farmacie hanno regalato molti prodotti per aiutare i feriti, ristoranti e bar hanno anche offerto pasti gratuiti, molti alberghi hanno fornito alloggio agli sfollati, e gli istituti bancari hanno annunciato possibili proroghe per il pagamento di tasse e contributi.
Molte persone, a Mati principalmente, sono fuggite via mare e la Guardia Costiera greca (Limenikò Sòma) ha evacuato circa 700 persone.

## Conseguenze politiche
Il 27 luglio, Nikolaos Toskas, Viceministro della Sicurezza, ha rassegnato le dimissioni, che verranno accettate dal Primo Ministro Alexīs Tsipras, il quale si è assunto la "responsabilità politica" dell'accaduto. Il Ministro della Difesa, Pános Kamménos, ha difeso la risposta del Governo sostenendo che la colpa non sia stata di una lenta risposta, ma degli edifici abusivi, costruiti fuori dal piano regolatore, che hanno impedito la creazione di un piano di evacuazione.
L'opposizione, guidata da Kyriakos Mītsotakīs, ha affermato che il governo stesso è direttamente responsabile della risposta inefficace dei vigili del fuoco, chiedendo le dimissioni del Primo Ministro.
Le critiche non hanno risparmiato neanche la Protezione Civile e i Vigili del Fuoco, infatti la loro risposta è stata considerata inefficace: i testimoni affermano di non aver visto l'ombra dei soccorritori per almeno due ore e il sindaco di Rafina, Evangelos Bournos, ha affermato di non aver ricevuto alcun ordine di evacuazione. Complice di questa inefficienza è il regime di austerità imposto dall'Unione Europea alla Grecia, che ha previsto tagli di 4 000 unità e riduzioni dello stipendio.
Gli incendi hanno anche riportato a galla i casi di abusivismo edilizio a Mati, da alcuni additati come possibili cause (dirette o indirette) di un incendio doloso. Si ritiene infatti che gli incendi possano esser scoppiati per speculazioni edilizie o con l'obbiettivo di saccheggiare le case abbandonate (sono già stati arrestati 4 sciacalli).